# Polyura pyrrhus
Polyura pyrrhus är en fjärilsart som beskrevs av Carl von Linné 1758. Polyura pyrrhus ingår i släktet Polyura och familjen praktfjärilar. Inga underarter finns listade i Catalogue of Life.

## Bildgalleri

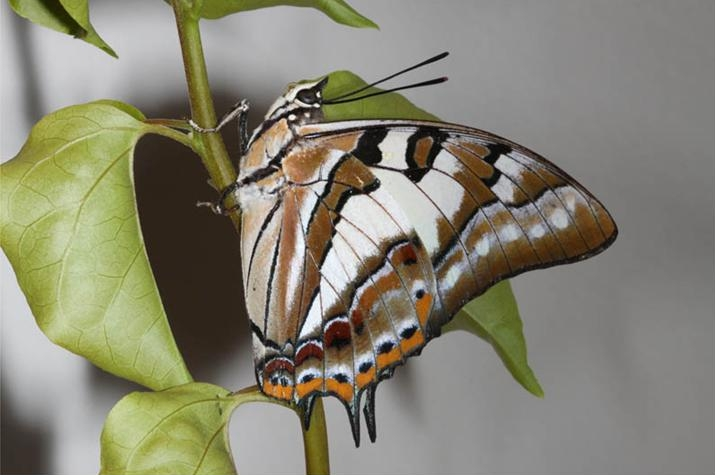
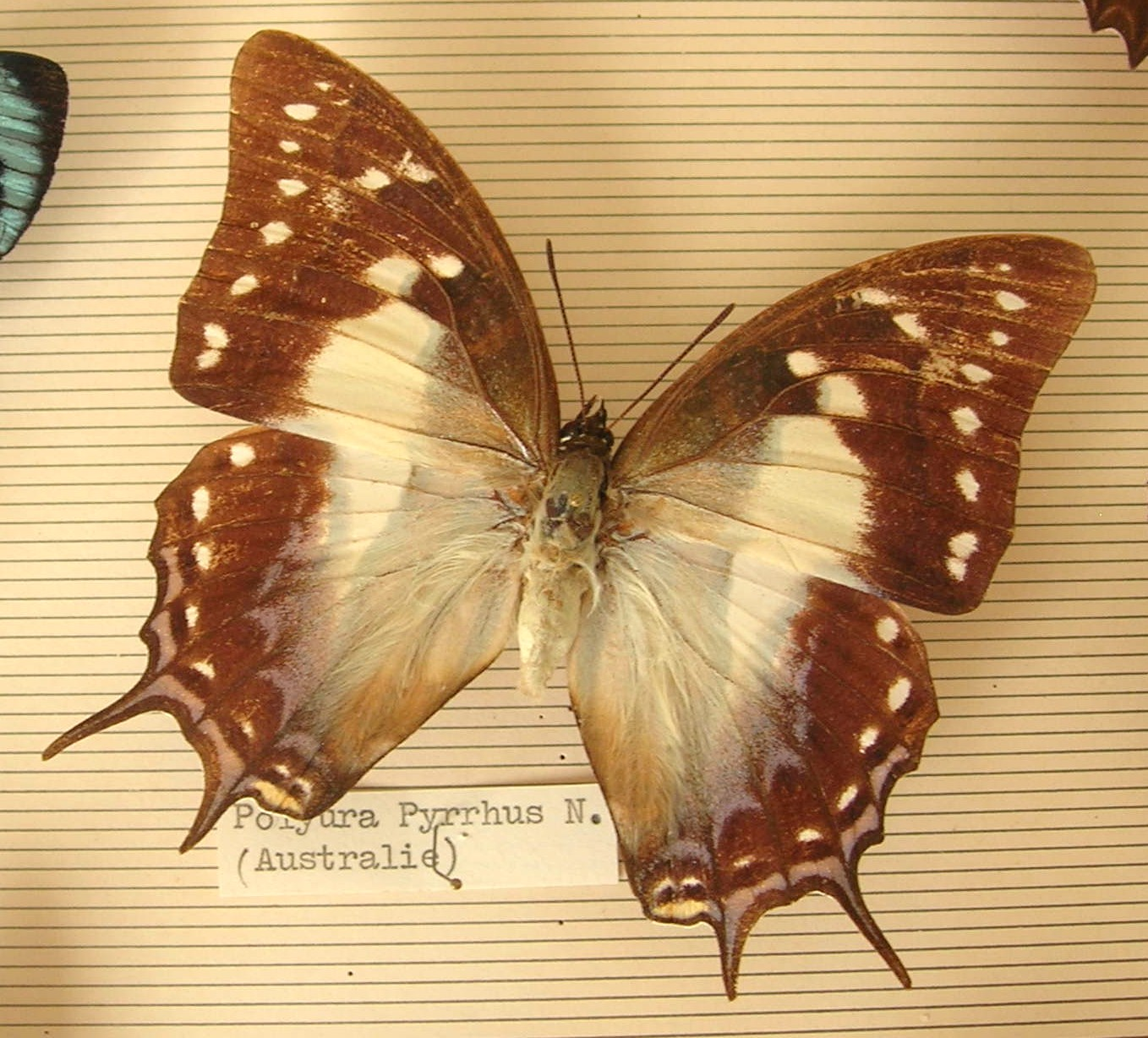